# Запис Миловановића крушка (Стрмостен)
Запис Миловановића крушка (Стрмостен) се налази на парцели чији је власник Миловановић Љубиша.

## Локација
| Општина             | Деспотовац                                                       |
| Катастарска општина | Стрмостен                                                        |
| Потес               | Падове                                                           |
| Координате          | 44° 06′ 24″ С; 21° 36′ 41″ И / 44.1066° С; 21.611499999999999° И |
| Надморска висина    | 350m                                                             |

## Карактеристике
Дендрометријске вредности утврђене на терену и сателитским снимцима:
| Стабло                     | Крушка |
| Висина стабла              | m      |
| Обим дебла                 | m      |
| Пречник крошње             | 10m    |
| Пречник дебла              | m      |
| Висина дебла до прве гране | m      |

## База записа
Запис је у оквиру Викимедија пројекта "Запис - Свето дрво" заведен под редним бројем 0413.